# Алло (компанія)

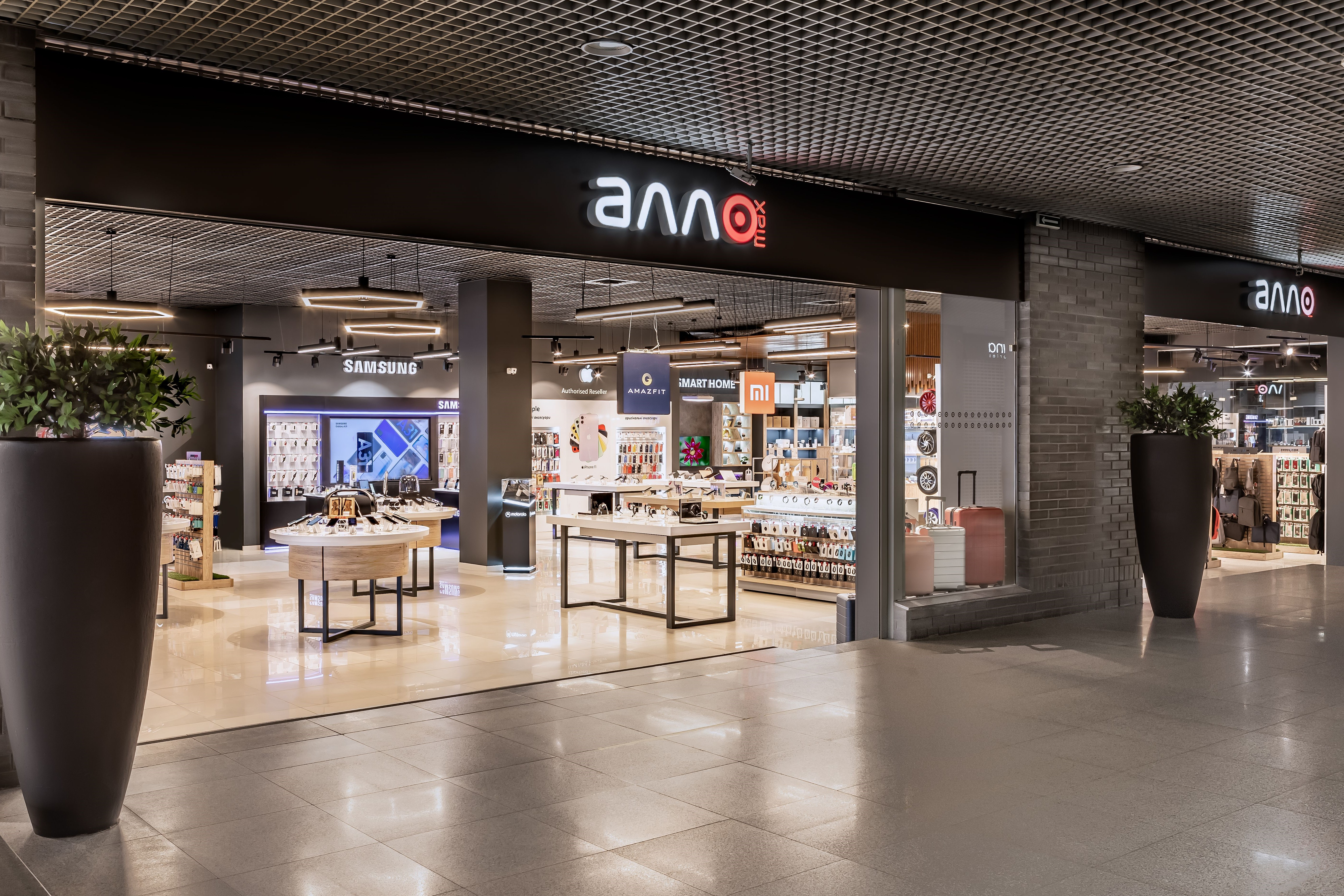
AЛЛО Max

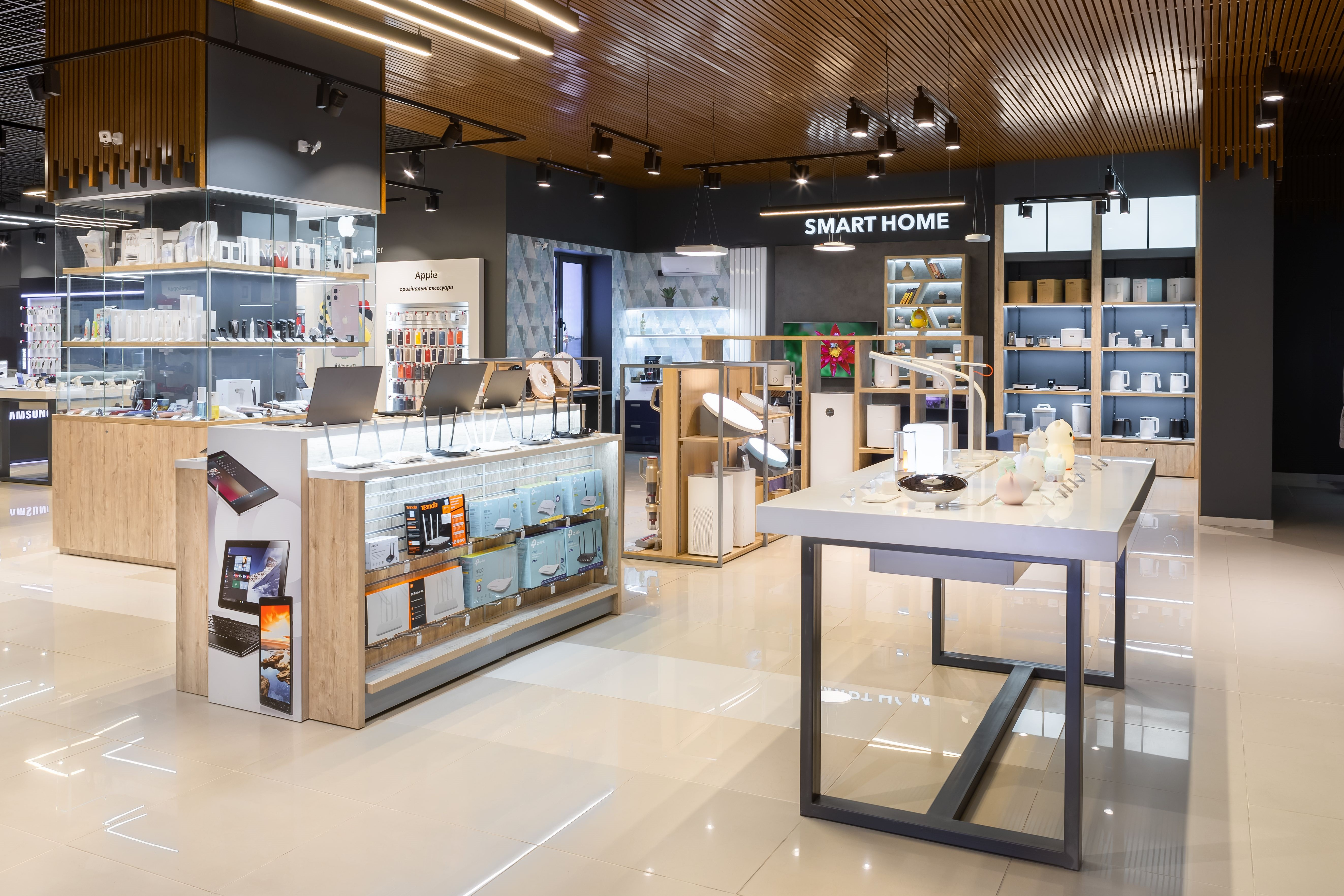
Smart Home від АЛЛО

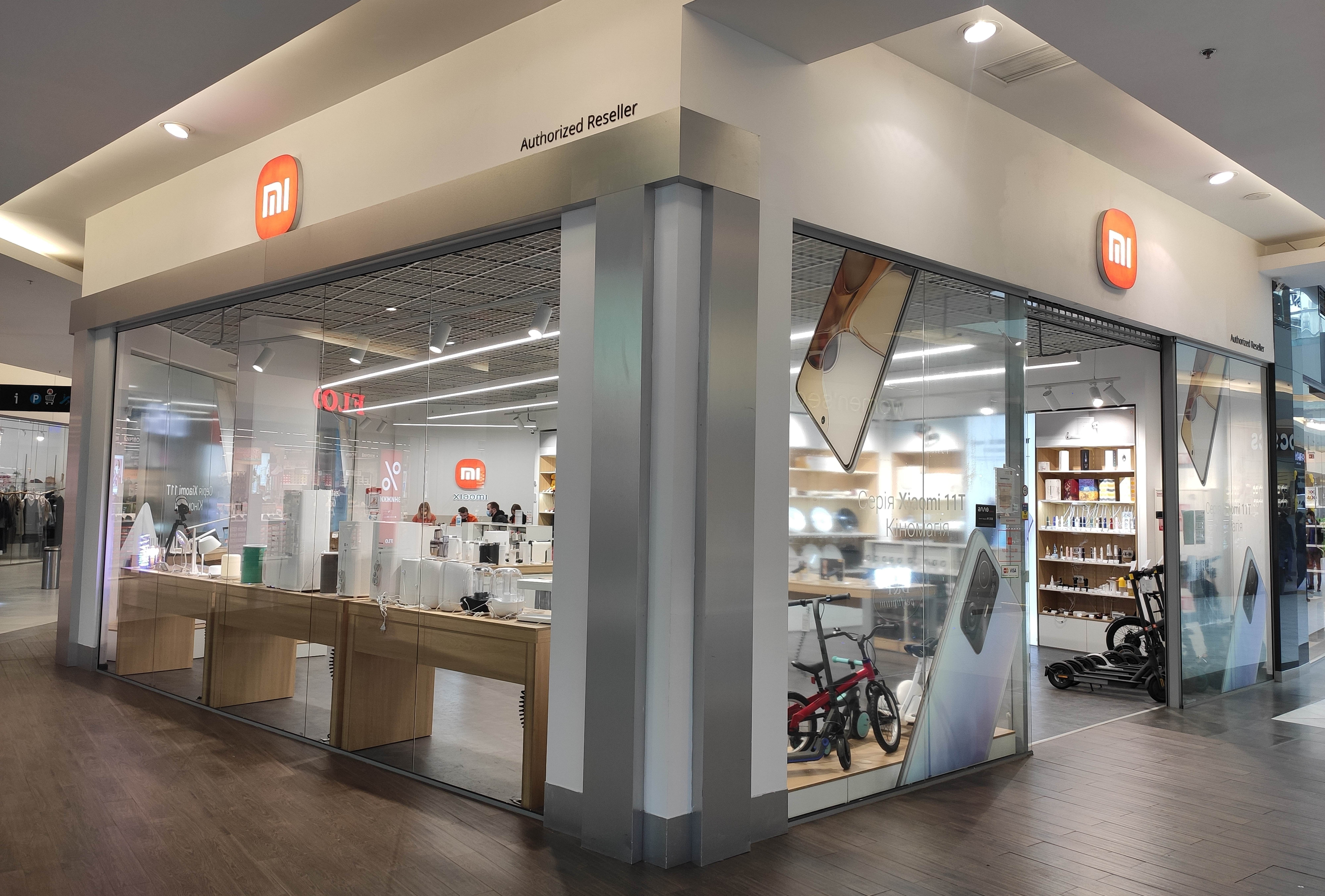
Mi Store

АЛЛО (англ. Allo) — українська група компаній, в яку входить онлайн та офлайн ритейл, маркетплейс та дистриб'юція електроніки. Офіс компанії розташовано в Дніпрі.

## Історія
Мережу «Алло-телеком» засновано 1998 року в Дніпрі Дмитром та Григорієм Деревицькими. Пізніше до співвласників приєднався Максим Раскін. 1998 року відкрито перший магазин АЛЛО в Дніпрі.
2004 року створено оптову компанію «Цифротех». На 2021 рік Цифротех мав 1000 корпоративних клієнтів, керував франчайзинговою мережею під брендом «Мобілочка».
У 2006 році відбувся запуск інтернет-магазину allo.ua.
З 2013 року в мережі діє програма лояльності Fishka.
У 2013 році мережа магазинів «Мобілочка» почала згортати свою діяльність. АЛЛО переоформила права оренди на більшість магазинів мережі. Бренд «Мобілочка» належить групі АЛЛО, «Цифротех» керує ним як франчайзинговим проєктом.
За інформацією Forbes, станом на жовтень 2014 року АЛЛО посідала друге місце серед інтернет-магазинів з виторгом у $100 млн (перше — Rozetka). В 2016 році відбувся запуск додатку АЛЛО (IOS + Android).
З 2017 року «Цифротех» є офіційним дистриб'ютором бренду Xiaomi в Україні. Група компаній розвиває мережу магазинів MiStore — на 2020 рік існувало 30 торгових точок. Перший магазин було відкрито у Києві у 2017 році.
В лютому 2017 року відбулося відкриття першого магазину формату АЛЛО Max. На відміну від звичайного магазину АЛЛО, АЛЛО Max має фірмові зони великих брендів, відділ Smart Home, більшу площу для тестування гаджетів та примірки речей, куплених онлайн. Середня площа магазинів збільшилась до 300 кв м.
У жовтні 2017 році компанія запустила маркетплейс. До 2019 року на ньому було розміщено 1 млн товарів. Станом на 2021 рік на маркетплейсі АЛЛО розміщено понад 2,5 млн товарів.
У квітні 2020 року була запущена нова програма лояльності АЛЛО Гроші.
У квітні 2020 року у зв'язку з втратою роботи частиною співробітників через карантин, компанія перевела їх в кур'єри.
В листопаді 2020 року АЛЛО запустила власний поштово-логістичний оператор АЛЛО Express. В грудні 2021 року спільно з креативним агентством TABASCO була запущена промо-кампанія оператора. На Замковій горі у Києві було встановлено сірий моноліт з написом «Новий поштовий оператор України АЛЛО Express. Тицяй — доставимо». КП «Київблагоустрій» вимагав прибрати несанкціоновану інсталяцію.
2020 року на умовах маркетплейсу АЛЛО запустила продаж продуктів і алкоголю.
В січні 2021 році АЛЛО запустили сервіс відеоконсультації в реальному часі «Експерт Онлайн».
В лютому 2021 року АЛЛО відкрив перший магазин формату Smart Home із товарами марок Xiaomi, Viomi, Yeelight, Roborock, Soocas, Deerma, Smartmi, Dr.Bei, які входять до екосистеми Mi Home.
АЛЛО виступає партнером провідних телекомунікаційних компаній України та розвиває на правах франшизи монобрендові магазини Київстар, Vodafone, Lifecell. Станом на 2021 рік налічується 60 магазинів такого типу.
У серпні 2021 року інтернет-магазин АЛЛО зайняв третє місце в рейтингу найбільш відвідуваних інтернет-магазинів липня 2021 року за версією Retailers.
Після початку повномасштабного вторгнення Росії в Україну, АЛЛО перенесла склади на захід України. На початку повномасштабної війни, компанія мала близько 345 торгових точок по всій країні. В ході війни, 50 з них були знищені, пограбовані або залишились на окупованій території. Станом на листопад 2022 року працює близько 280 магазинів компанії.
У квітні 2022 року компанія призупинила трудові відносини з майже половиною співробітників. Проте в серпні 2022 року АЛЛО повернула 400 співробітників.
Після зупинки роботи навесні, в жовтні 2022 року до роботи повернулись 75 % торговців маркетплейсу.
З початком блекаутів, АЛЛО перетворила 45 магазинів на «пункти незламності».
У березні 2023 компанія інтегрувала в свій застосунок АЛЛО чат-бот зі штучним інтелектом ChatGPT для користування в Україні без реєстрації.
З червня 2023 компанія почала розвивати точки видачі АЛЛО Express.
У листопаді 2023 компанія почала партнерство з мережею АЗК ОККО, відкрито точки продажу АЛЛО Express на заправках.
З осені 2023 компанія додала категорії товарів до магазинів, включно з продуктами Tefal, Moulinex, Philips, Bosch і новими моделями SmartTV.
2023 році АЛЛО мав зростання виторгу їхнього інтернет-підрозділу на 22 % порівняно з попереднім роком.
З травня 2024 року на маркетплейсі додано зоотовари. 2024 року маркетплейс запустив доставку товарів мерчантів у точки видачі Алло.
25 листопада онлайн-продажі Чорної п'ятниці перевищили офлайн, а частка онлайн-продажів в Алло зросла до 52 %. За 2024 рік Алло відкрила 9 магазинів та оновила 54 магазини мережі.

### Благодійність
У лютому 2021 року спільно з фондом «Таблеточки» та Радіо НВ, компанія АЛЛО провела радіомарафон в підтримку онкохворих дітей, було зібрано 280 тис. грн, до чого АЛЛО додала 300 тис. грн.
У лютому АЛЛО з фондом «Таблеточки» та Radio NV провели другий національний радіомарафон в підтримку онкохворих дітей, в результаті якого було зібрано 240 тисяч гривень. Маркетплейс АЛЛО додав  260 тисяч гривень.
У лютому 2024 року відбувся четвертий благодійний радіомарафон «Таблеточки», АЛЛО та Радіо NV, який 1900 осіб, які щомісяця допомагали на понад 500 тис. грн, із подвоєнням внесків АЛЛО на загальну суму 1,5 млн грн.
9 липня 2024 року передала 1 млн грн дитячій лікарні Охматдит, яка постраждала від російського ракетного удару 8 липня.

### Україномовний інтерфейс
З заснування до кінця 2017 року магазин мав виключно російськомовний інтерфейс, через що на компанію неодноразово подавали до суду через дискримінацію україномовних споживачів. У серпні 2017 року компанія подала позов проти користувачів, що вимагали його додати, вимагаючи відмінити рішення суду про запровадження україномовного інтерфейсу.
У грудні 2017 року компанія впровадила україномовний інтерфейс на сайті, магазині та блозі. Незважаючи на появу україномовного інтерфейсу, до лютого 2021 року відеоогляди товарів у блозі продовжували публікуватися винятково російською.
З жовтня 2023 року мобільний застосунок АЛЛО відмовився від російськомовної версії, єдиною мовою додатку стала українська.

## Структура
- маркетплейс allo.ua;
- мережа магазинів форматів АЛЛО та АЛЛО Max;
- мережа магазинів Mi Store;
- дистриб'ютор (компанія «Цифротех»).

### Цифротех
2004 року у складі групи засновано гуртову компанію «Цифротех» з дистрибуції техніки. За час роботи відкрито 17 філій, компанія має представництва в Молдові (2018), Казахстані (2019), Болгарії (2020) та Польщі (2022).

## Діяльність
Мережа включає 294 торгових точок у понад 100 містах.

## Нагороди
- 2013 — Retail Awards в номінації «Мережа магазинів портативної електроніки»;[65]
- 2014 — інтернет-магазин allo.ua посів друге місце у рейтингу українських інтернет-магазинів за версією Forbes;[66]
- 2016 — інтернет-магазин allo.ua посів друге місце у рейтингу «Топ-10 найбільш відвідуваних українських інтернет-магазинів» за версією Factum Group;[67]
- 2016 — Best Retailers Design в категорії «Побутова техніка та електроніка»;[68]
- 2017 — Best Retailers Design: спеціальна премія від Arricano за системну роботу в області ритейл-дизайну;[69]
- 2018 — нагорода Transform Award Nominations від Facebook «Most impressive business results using Workplace»;[70]
- 2018 — Retail Awards в номінації «Мережа магазинів портативної електроніки»;[71]
- 2018 — Retail & Development Business Awards 2018 мультиканального ритейлер року (Ukrainian Retail Association);[72]
- 2018 — Премія Arricano Awards — 2017: Лідер інновацій в номінації «#Wow_How року»;[73]
- 2018 — нагорода від Facebook «Most Impressive Business Results»;[74]
- 2020 — інтернет-магазин allo.ua посів друге місце у рейтингу «Найбільш відвідувані інтернет-магазини у грудні 2019 року» за версією ресурсу Retailers;[75]
- 2021 — «Премія HR-бренд» переможець в номінації «Україна» з проєктом «Стрімка кар'єра в АЛЛО».[76]
- 2021 — магазин АЛЛО Max у київському ТРЦ «Республіка» став переможцем Retail Design Awards 2021 у категорії «Побутова техніка та електроніка».[77][78]
- 2024 — Forbes Ukraine включила allo.ua до 5 найбільших e-commerce гравців України, зокрема до топ-3 українських брендів[79]
- 2024 — № 117 серед 202 найбільших приватних компаній України за версією Forbes Ukraine.[80]

## Цікаві факти
2016 року, до старту продажу iPhone 7 в Україні, АЛЛО запустила акцію в якій запропонувала змінити ім'я та прізвище в паспорті на «Айфон Сім» та після перевірки отримати гаджет безкоштовно. П'ятеро людей змінили ім'я та прізвище, ця акція стала фіналістом конкурсу в галузі маркетингових комунікацій Effie Awards Ukraine 2016.